# Petra Rampre
Petra Rampre (ur. 20 stycznia 1980 w Lublanie) – słoweńska tenisistka.
Zawodniczka występująca głównie w turniejach cyklu ITF. Pierwszy turniej wygrała w 1998 w Pampelunie. W sumie wygrała osiem turniejów singlowych i pięć deblowych tej rangi.
W 1998 zadebiutowała także w turnieju wielkoszlemowym w US Open, ale występy zakończyła na pierwszej rundzie kwalifikacji. W 2000 zagrała swój pierwszy mecz w turnieju głównym rangi WTA. W tym samym roku osiągnęła finał debla w Antwerpii w parze z Jennifer Hopkins, po drodze eliminując pary rozstawione w turnieju z nr 1 i nr 4.
Reprezentowała również swój kraj w rozgrywkach Pucharu Federacji.

## Wygrane turnieje rangi ITF
| turnieje z pulą nagród 100 000 $ |
| turnieje z pulą nagród 75 000 $  |
| turnieje z pulą nagród 50 000 $  |
| turnieje z pulą nagród 25 000 $  |
| turnieje z pulą nagród 15 000 $  |
| turnieje z pulą nagród 10 000 $  |

### Gra pojedyncza
|    | Data       | Turniej              | Kat. | ($)    | Naw.   | Finalistka       | Wynik         |
| 1. | 02/08/1998 | Pampeluna            | ITF  | 25 000 | twarda | Meike Frohlich   | 6:2, 7:6      |
| 2. | 27/06/1999 | Montreal             | ITF  | 10 000 | twarda | Tomoe Hotta      | 6:4, 7:5      |
| 3. | 13/01/2002 | Tallahassee          | ITF  | 10 000 | twarda | Andrea Nathan    | 4:6, 6:3, 6:4 |
| 4. | 31/05/2009 | Sumter               | ITF  | 10 000 | twarda | Anda Perianu     | 6:1, 6:4      |
| 5. | 20/06/2010 | Mount Pleasant       | ITF  | 10 000 | ziemna | Lauren Davis     | 6:3, 6:2      |
| 6. | 15/05/2011 | Raleigh              | ITF  | 50 000 | ziemna | Camila Giorgi    | 6:3, 6:2      |
| 7. | 26/06/2011 | Boston               | ITF  | 50 000 | twarda | Tetiana Łużanśka | 6:4, 5:7, 6:4 |
| 8. | 05/05/2013 | Indian Harbour Beach | ITF  | 50 000 | ziemna | Dia Ewtimowa     | 6:0, 6:1      |

## Finały juniorskich turniejów wielkoszlemowych

### Gra podwójna (2)
| Końcowy wynik | Rok  | Turniej   | Nawierzchnia | Partnerka          | Przeciwniczki                | Wynik finału |
| Finalistka    | 1996 | US Open   | Twarda       | Katarina Srebotnik | Surina de Beer Jessica Steck | 4:6, 3:6     |
| Finalistka    | 1998 | Wimbledon | Trawiasta    | Iroda Tulyaganova  | Eva Dyrberg Jelena Kostanić  | 2:6, 6:7(5)  |